# حيسية
حيسية وعاء مصنوع من الفخار المزجج٬ وهي مستديرة الشكل٬ أعلاها متسع وتضيق تدريجيًا عند أسفلها، وتستخدمًا إناءً لحفظ الأكل، وخصوصًا أكلات الثريد والمفالت والعكيس (من الخمير) وغيرها٬ وتُستخدم أيضًا لحفظ الرِّهي (حب الذرة المطحون المخَّمر الذيُ صنع منه خبز الخمير). تنتشر الحيسية على نطاق واسع في منطقة جازان.